# Ларісса Бізенталь
Ларісса Бізенталь (англ. Laryssa Biesenthal, 22 червня 1971) — канадська академічна веслувальниця.
Бронзова призерка Олімпійських Ігор 1996 (парні четвірки), 2000 (вісімки) років.
Переможниця Панамериканських ігор 1999 року в складі парної двійки.
Срібна призерка Чемпіонату світу 1995 (парні четвірки), 1997 (вісімки) років, бронзова призерка 1998, 1999 років у складі вісімки.